# Lijó
Lijó is een plaats (freguesia) in de Portugese gemeente Barcelos en telt 2 191 inwoners (2001).